# Ralph Bakshi
Ralph Bakshi, född 29 oktober 1938 i Haifa, är en amerikansk animatör och regissör av animerade filmer.
Bland hans mest kända filmer finns Fritz the Cat (1972), Heavy traffic (1973), Coonskin (1975), Wizards (1977), Sagan om ringen (1978), American Pop (1981), Hey Good Lookin' (1982), Fire and Ice (1983) och Cool World (1991).